# نگارخانه دالیتچ
نگارخانه دالیتچ (انگلیسی: Dulwich Picture Gallery) یک موزه هنری و نقاشی در دالیتچ، لندن است.
این موزه که در سال ۱۸۱۷ تأسیس شده دارای آثاری از نقاشانی همچون رافائل و رامبرانت می‌باشد.

## مجموعه
مدرسه هلندی
- آلبرت کایپ – ۱۱ نقاشی
- خریت داو – ۱ نقاشی;
- Hobbema, Meyndert – ۱ نقاشی;

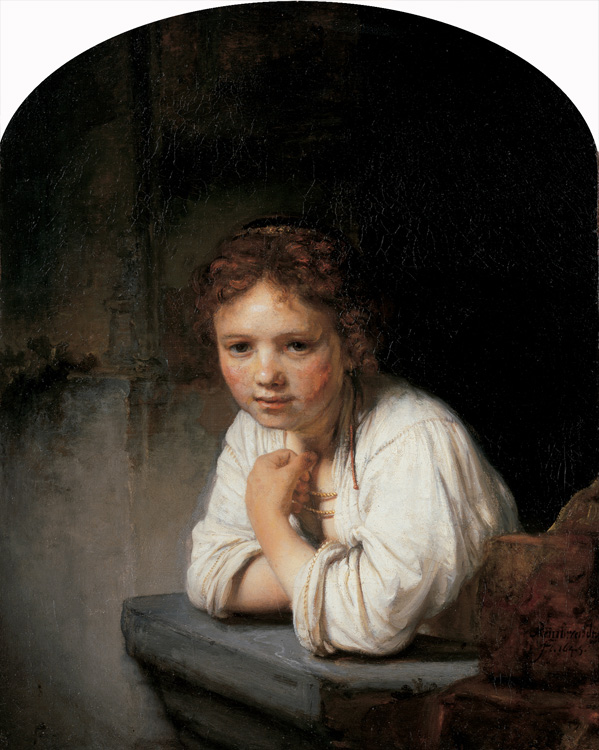
یکی از تابلوهای داخل نگارخانه دالیتچ

- Hooch, Charles Cornelisz de – ۲ نقاشی
- Neer, Aernout van der – ۱ نقاشی;
- آدریان فن اوستاد – ۵ نقاشی
- رامبرانت – ۳ نقاشی
- Ruisdael, Jacob van – ۴ نقاشی
- Velde, Adriaen van de – ۲ نقاشی
- Velde, Willem van de...the Younger – ۳ نقاشی
- Weenix, Jan – ۱ نقاشی;
- فیلیپس ووورمان – ۱۲ نقاشی

مدرسه انگلیسی
- ویلیام دابسون – ۱ نقاشی;
- توماس گینزبارو – ۷ نقاشی
- ویلیام هوگارت – ۲ نقاشی
- ادوین لندسر – ۱ نقاشی;
- تامس لاورنس – ۳ نقاشی
- جاشوا رینولدز – ۹ نقاشی
- جان کانستبل – ۱ نقاشی;

مدرسه فلامانی
- Marcus Gheeraerts the Younger – ۱ نقاشی;
- پیتر پل روبنس – ۱۰ نقاشی
- Teniers, David – ۱۹ نقاشی
- آنتونی فان دیک – ۵ نقاشی

مدرسه فرانسوی
- Dughet, Gaspard – ۴ نقاشی
- ژان اونوره فراگونار – ۱ نقاشی;
- کلود لورین – ۴ نقاشی
- نیکولا پوسن – ۶ نقاشی
- Vernet, Claude-Joseph – ۶ نقاشی
- ژان-آنتوان واتو – ۲ نقاشی

مدرسه ایتالیایی
- کانالتو, (Giovanni Antonio Canal) – ۲ نقاشی
- آنیباله کاراچی – ۴ نقاشی
- پیرو دی کوزیمو – ۱ نقاشی;
- گوئرچینو, (Giovanni Francesco Barbieri) – ۲ نقاشی
- رافائل – ۲ نقاشی
- گیدو رنی – ۲ نقاشی
- سباستیانو ریچی – ۲ نقاشی
- جامباتیستا تیه‌پولو – ۳ نقاشی
- جورجو وازاری – ۱ نقاشی;
- پائولو ورونز – ۱ نقاشی;
- Zuccarelli, Francesco – ۳ نقاشی

مدرسه اسپانیایی
- بارتولومه استبان موریلو – ۴ نقاشی

## نقاشی‌های موجود در نگارخانه

Dulwich Picture Gallery collection
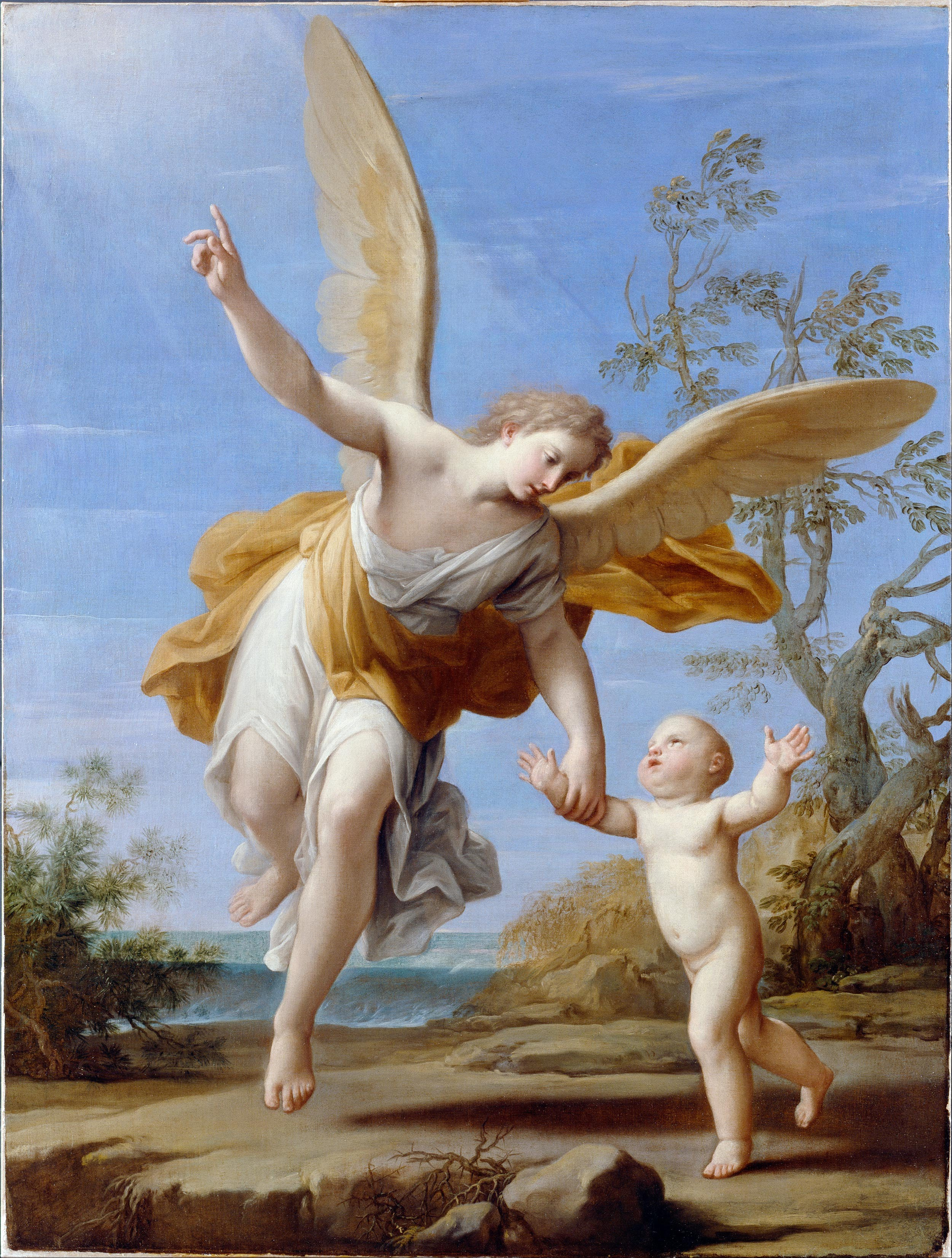
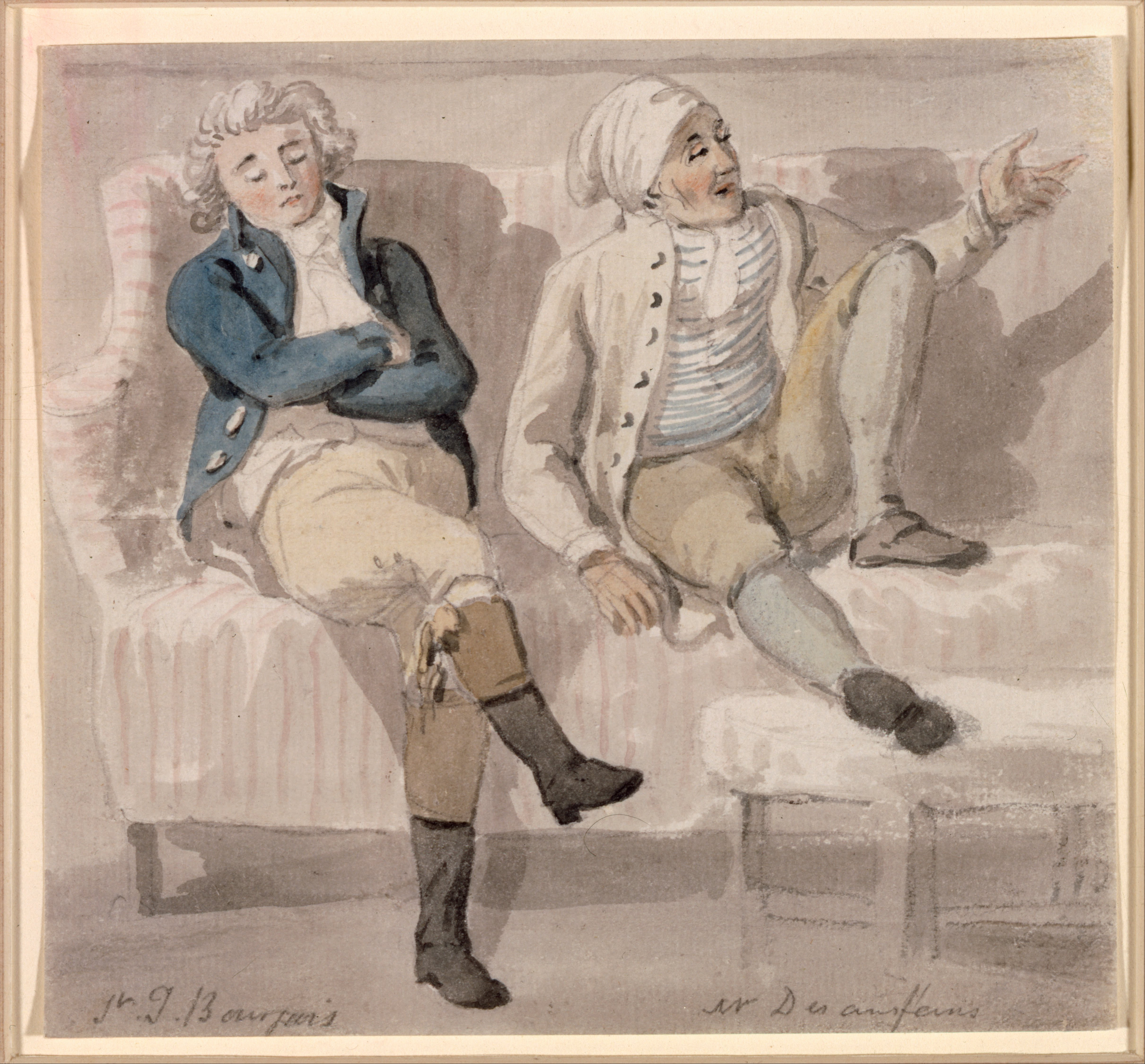
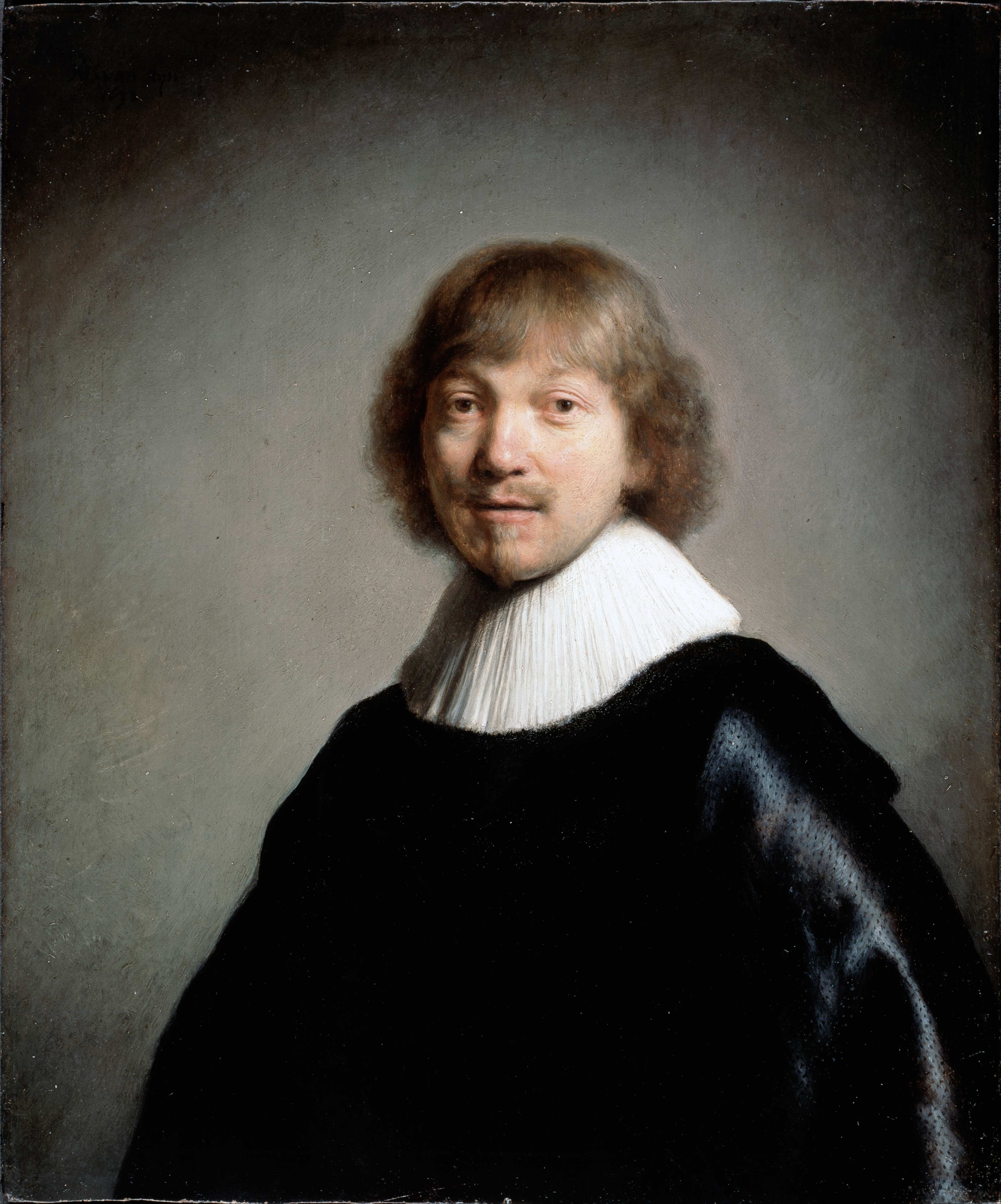
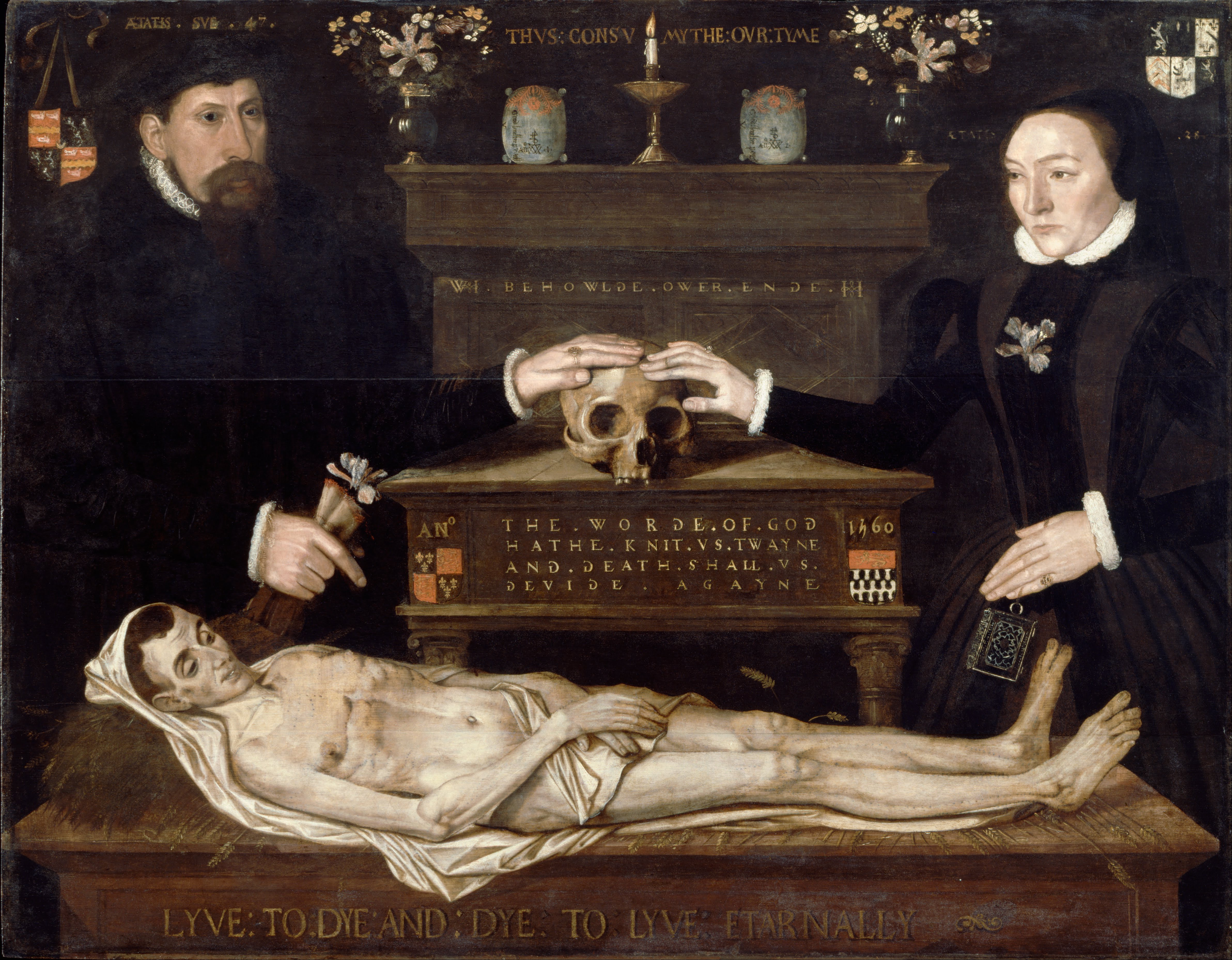
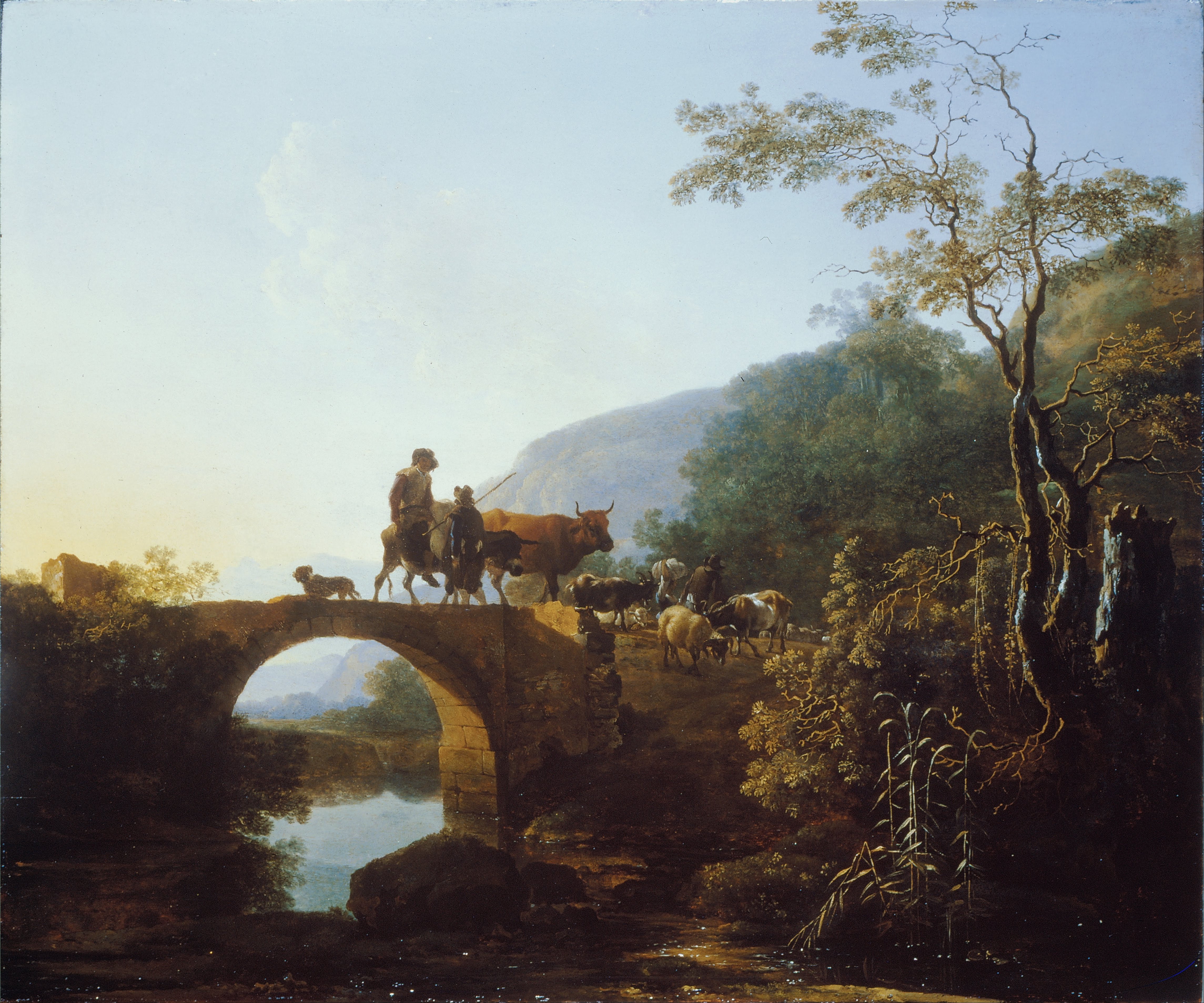
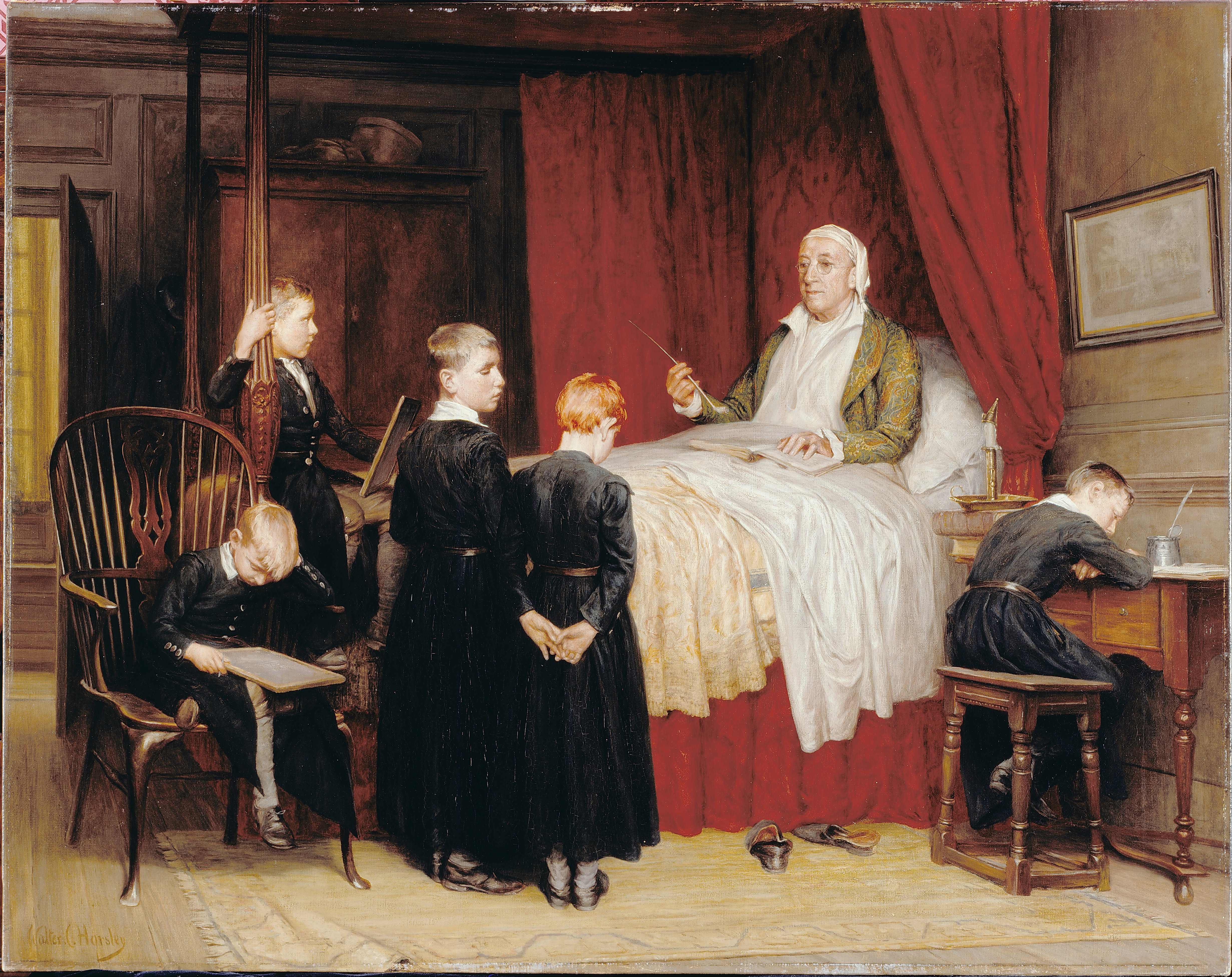
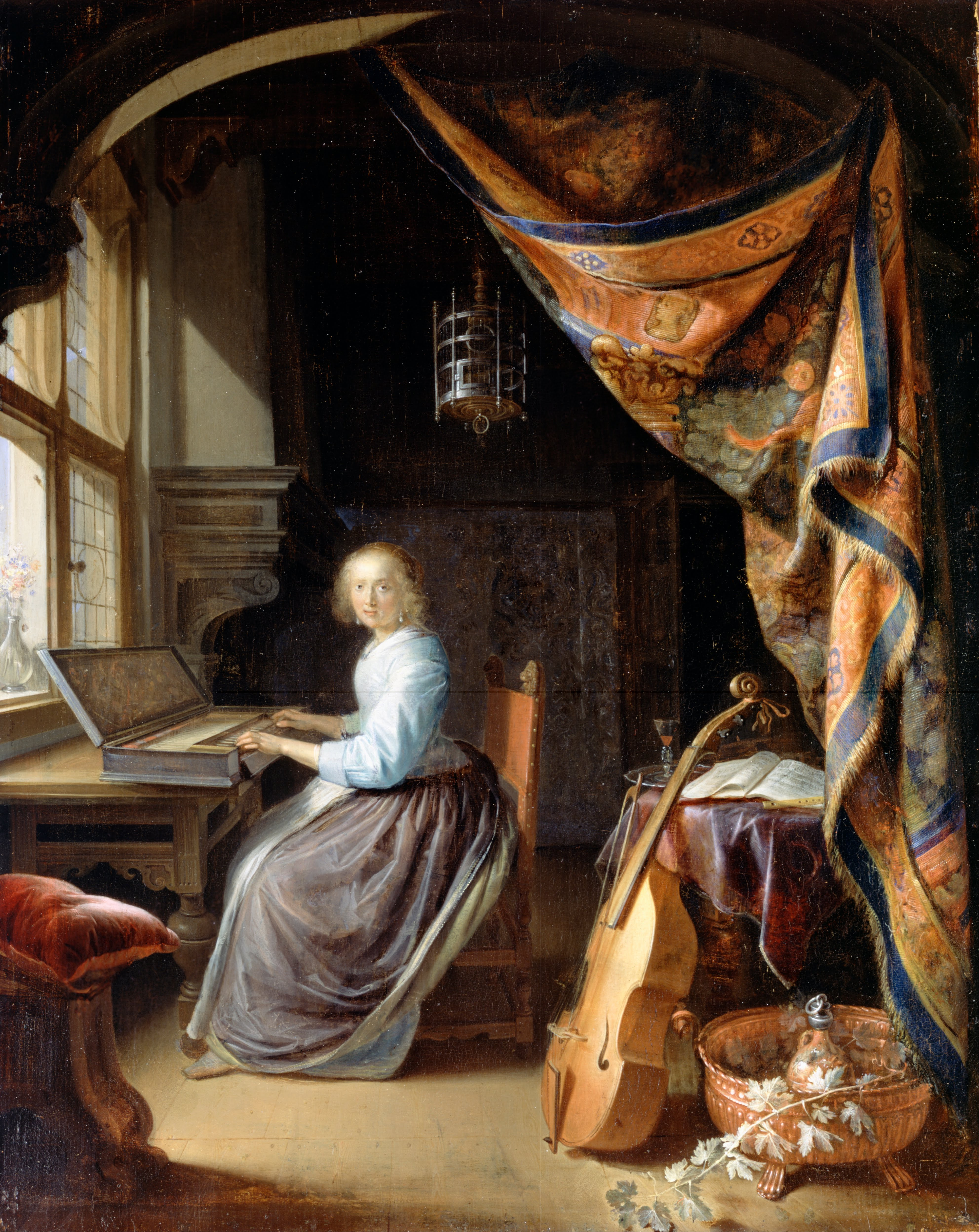
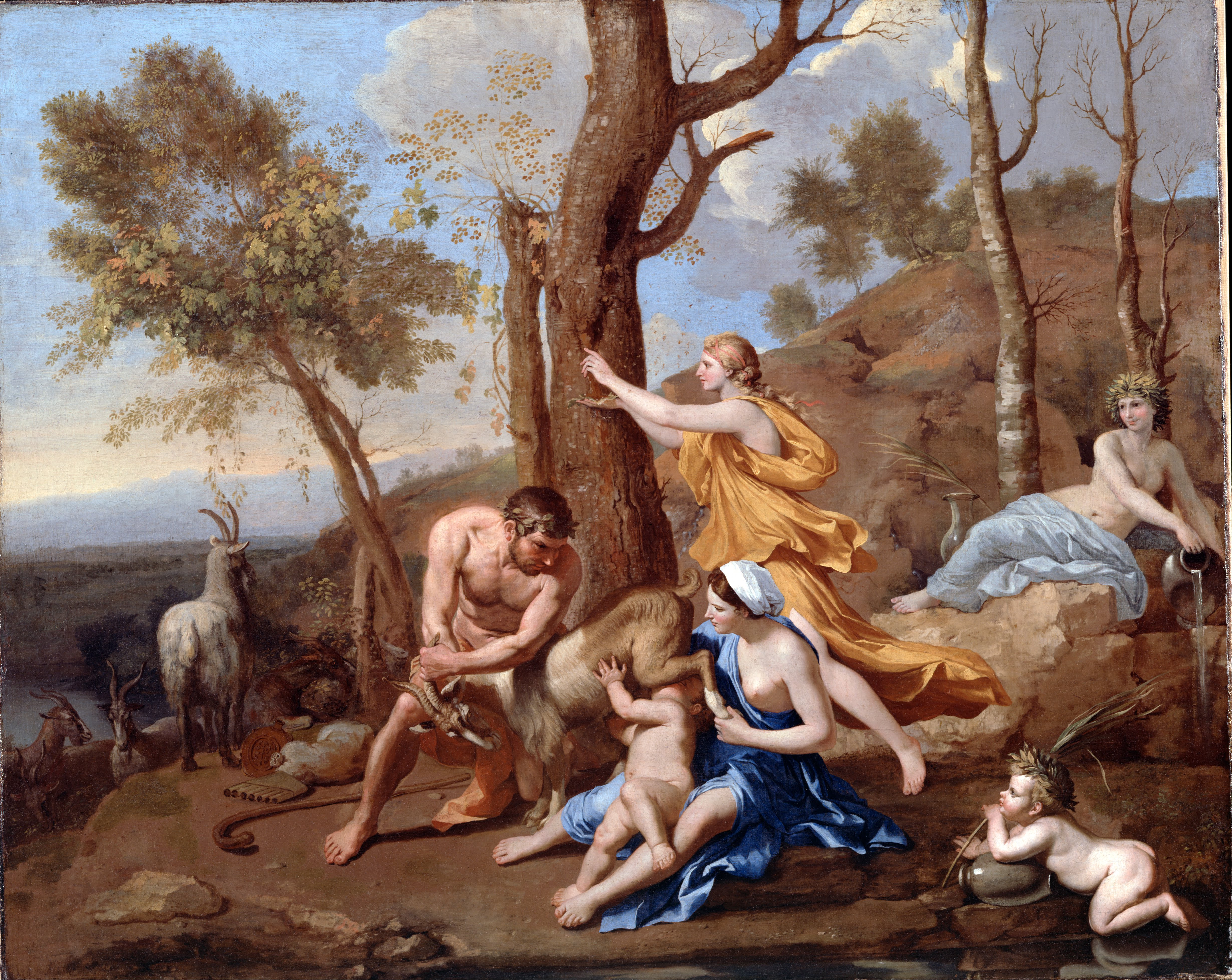
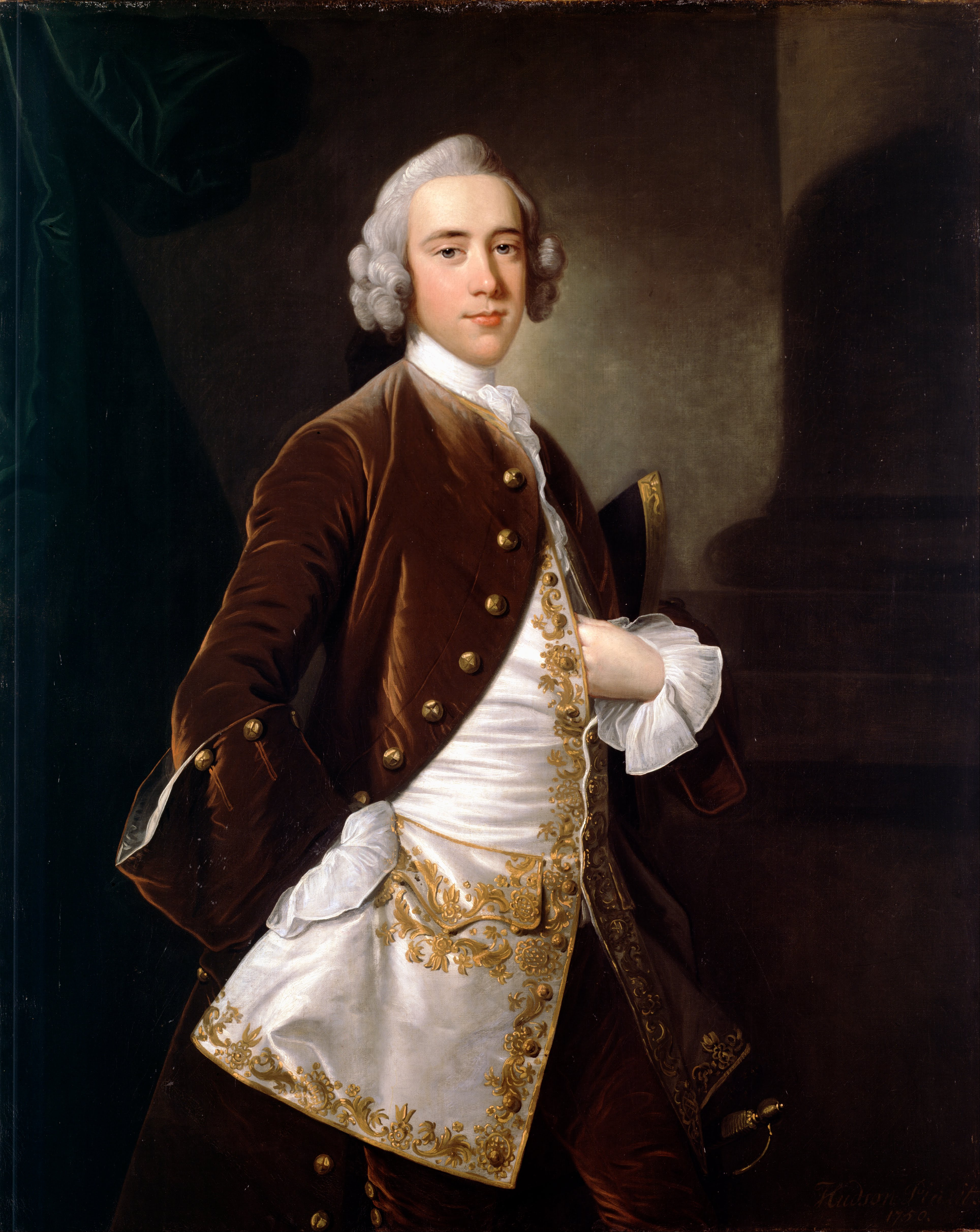
Thomas Hudson: Portrait of a Man
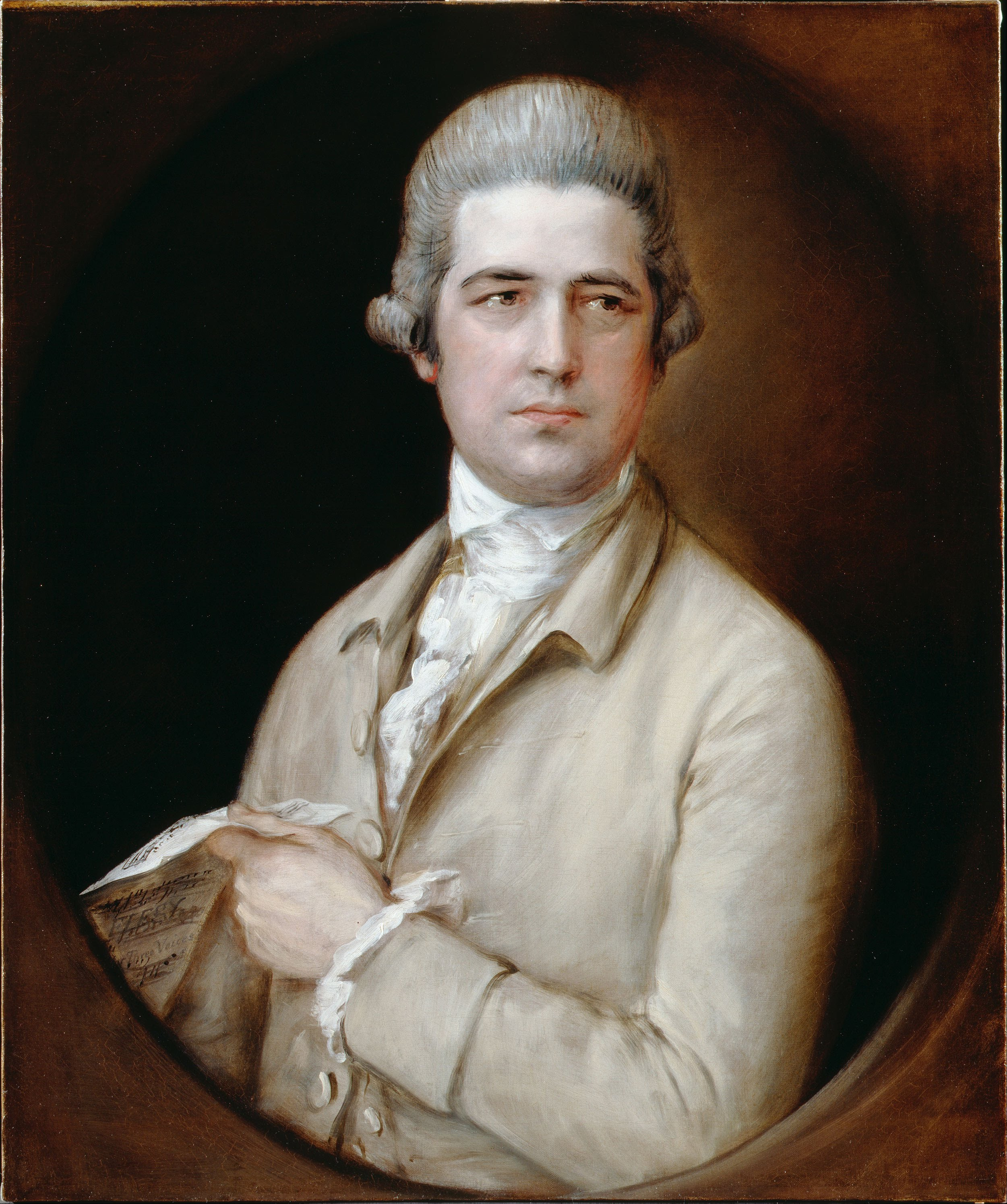
توماس گینزبارو: Thomas Linley the elder
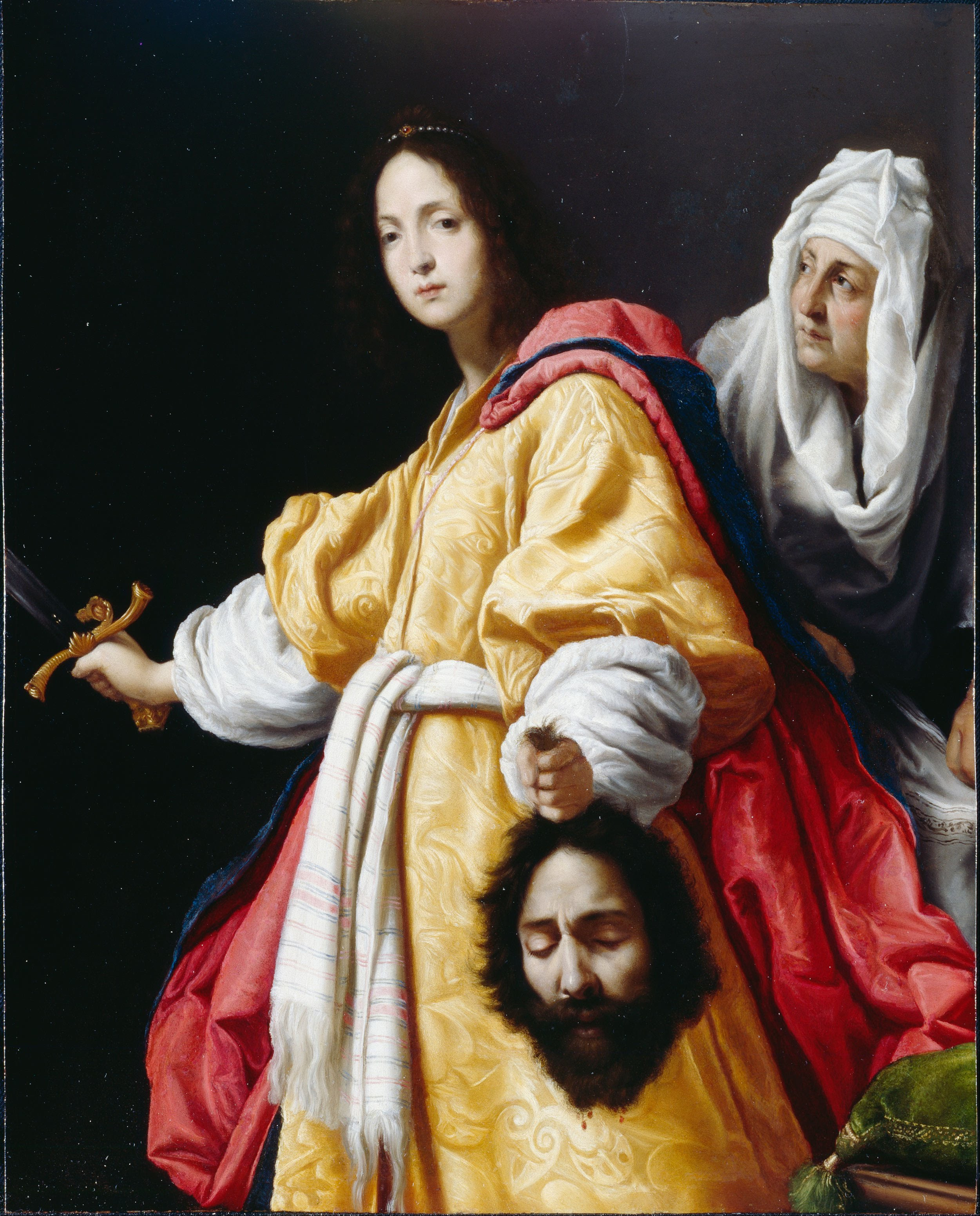
کریستوفانو آلوری: Judith
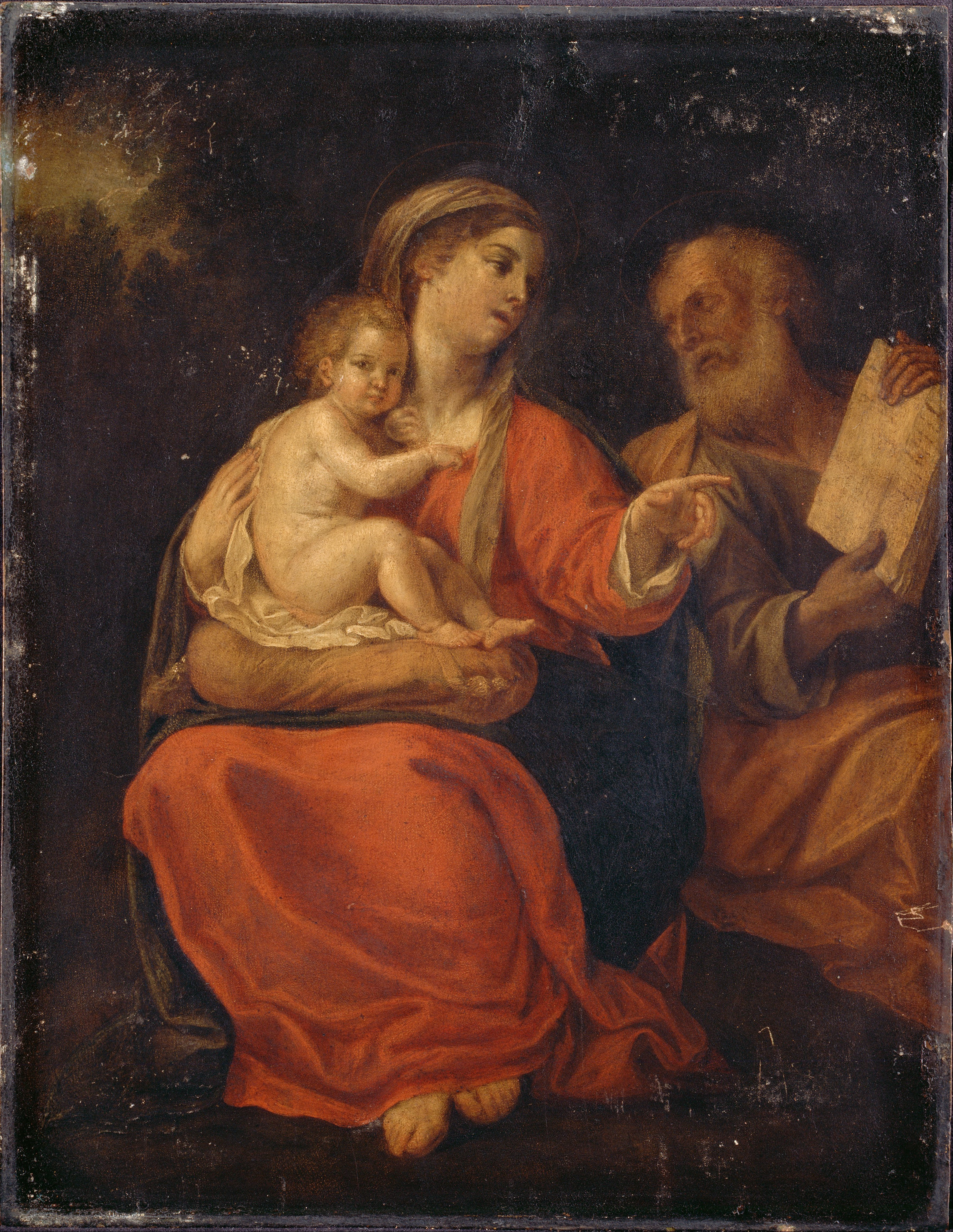
Francesco Albani, Holy Family ;Dutch School
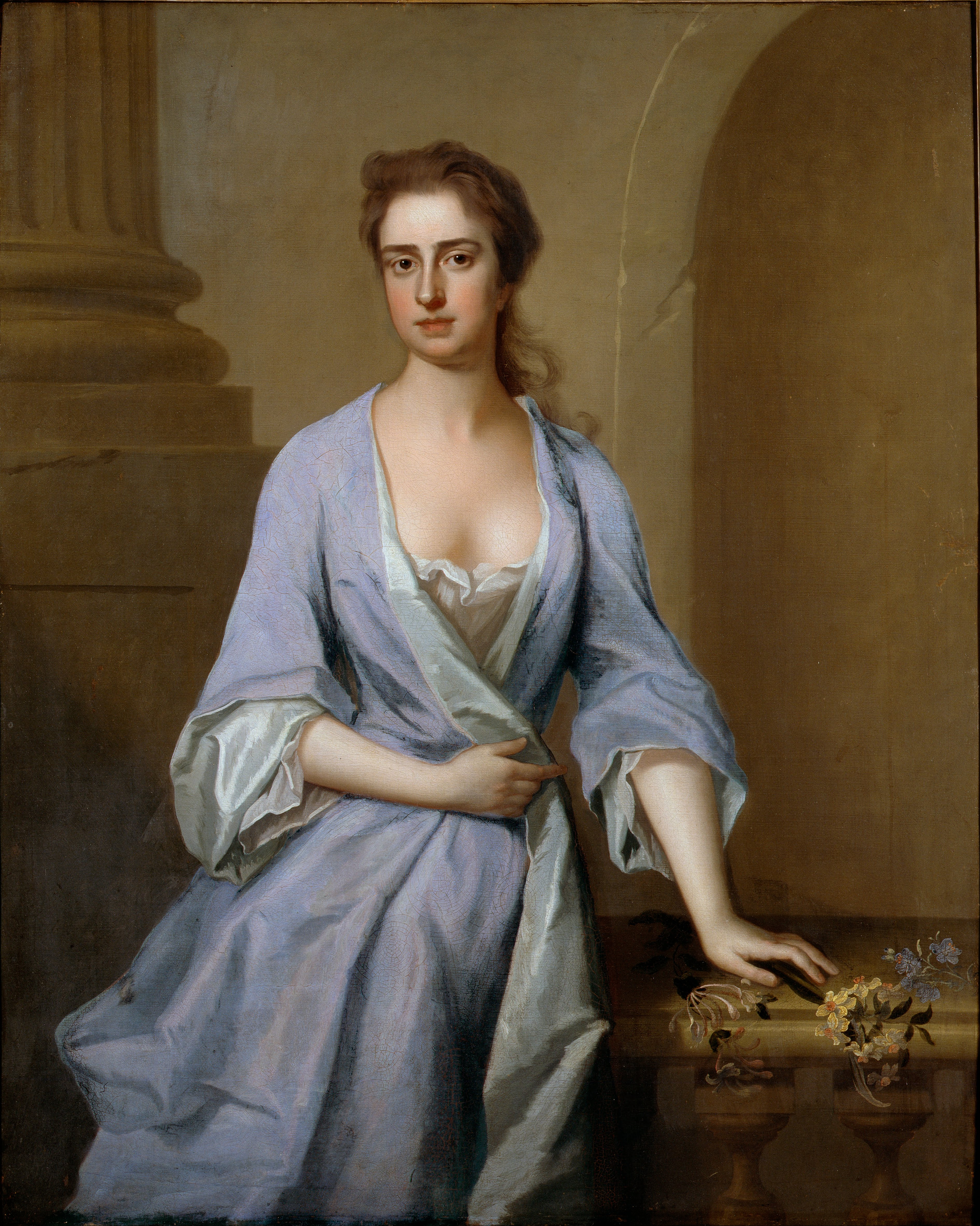
Michael Dahl: Portrait of a Lady
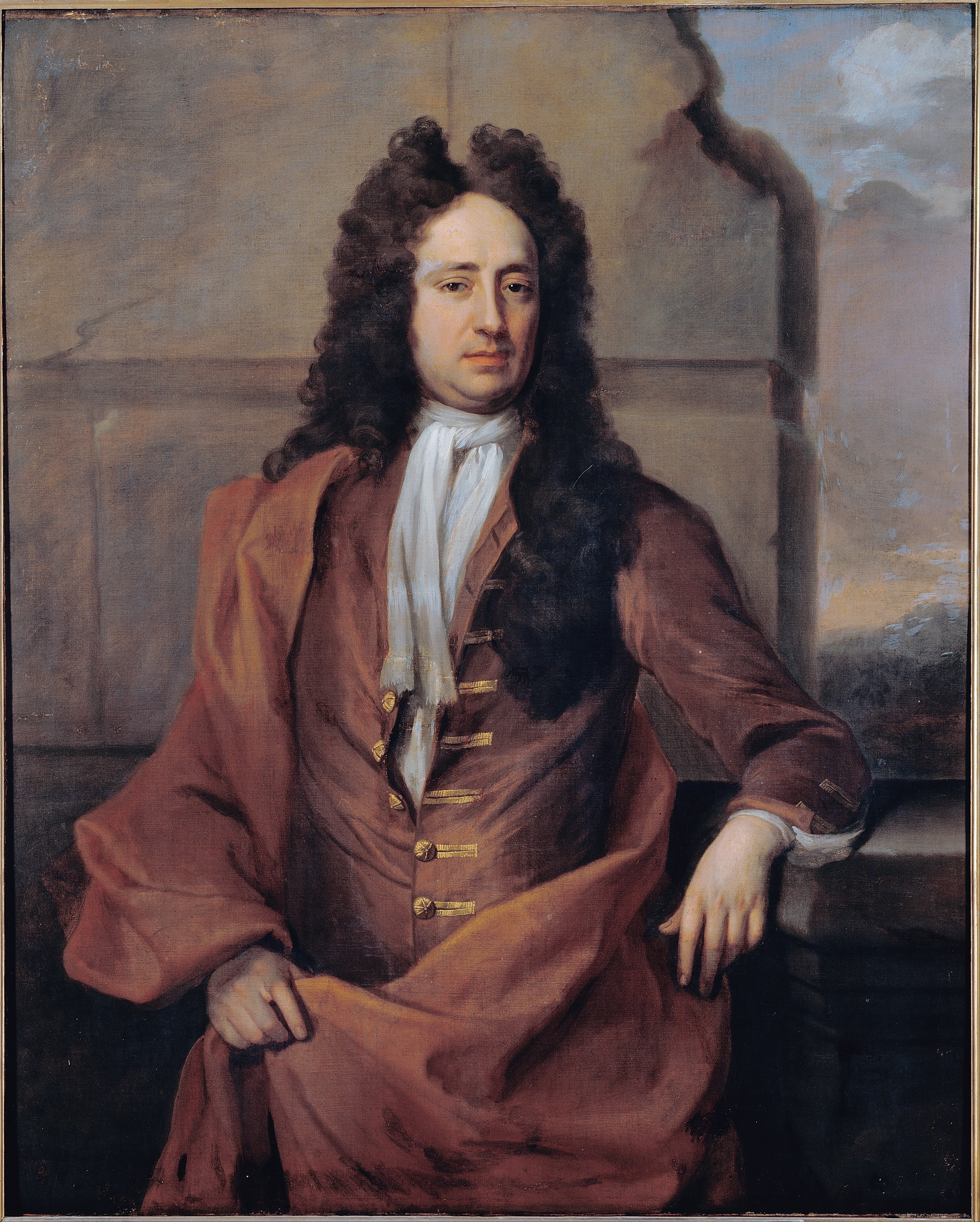
Michael Dahl: Portrait of a Man
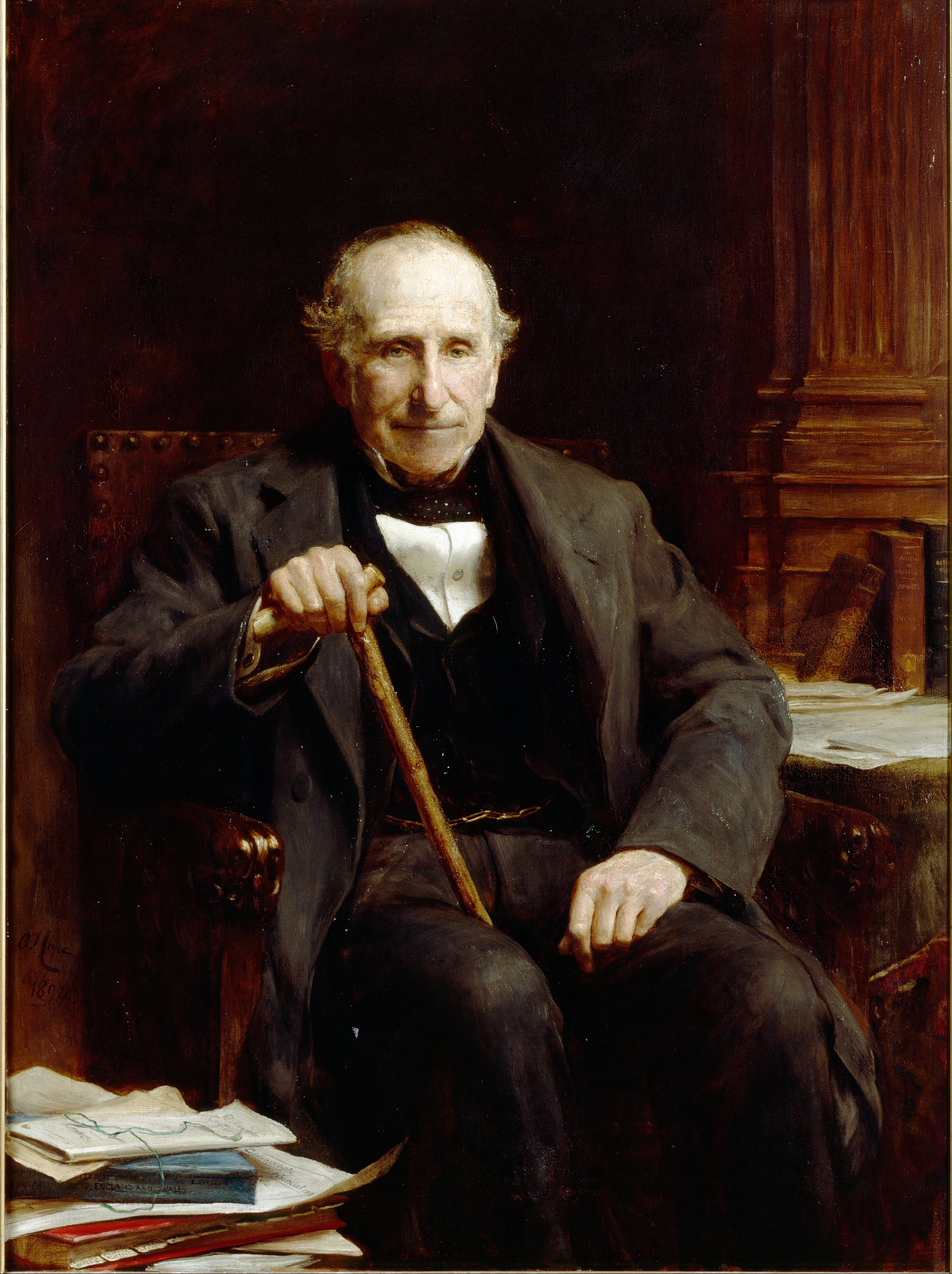
Sir Arthur Stockdale Cope- The Reverend William Rogers
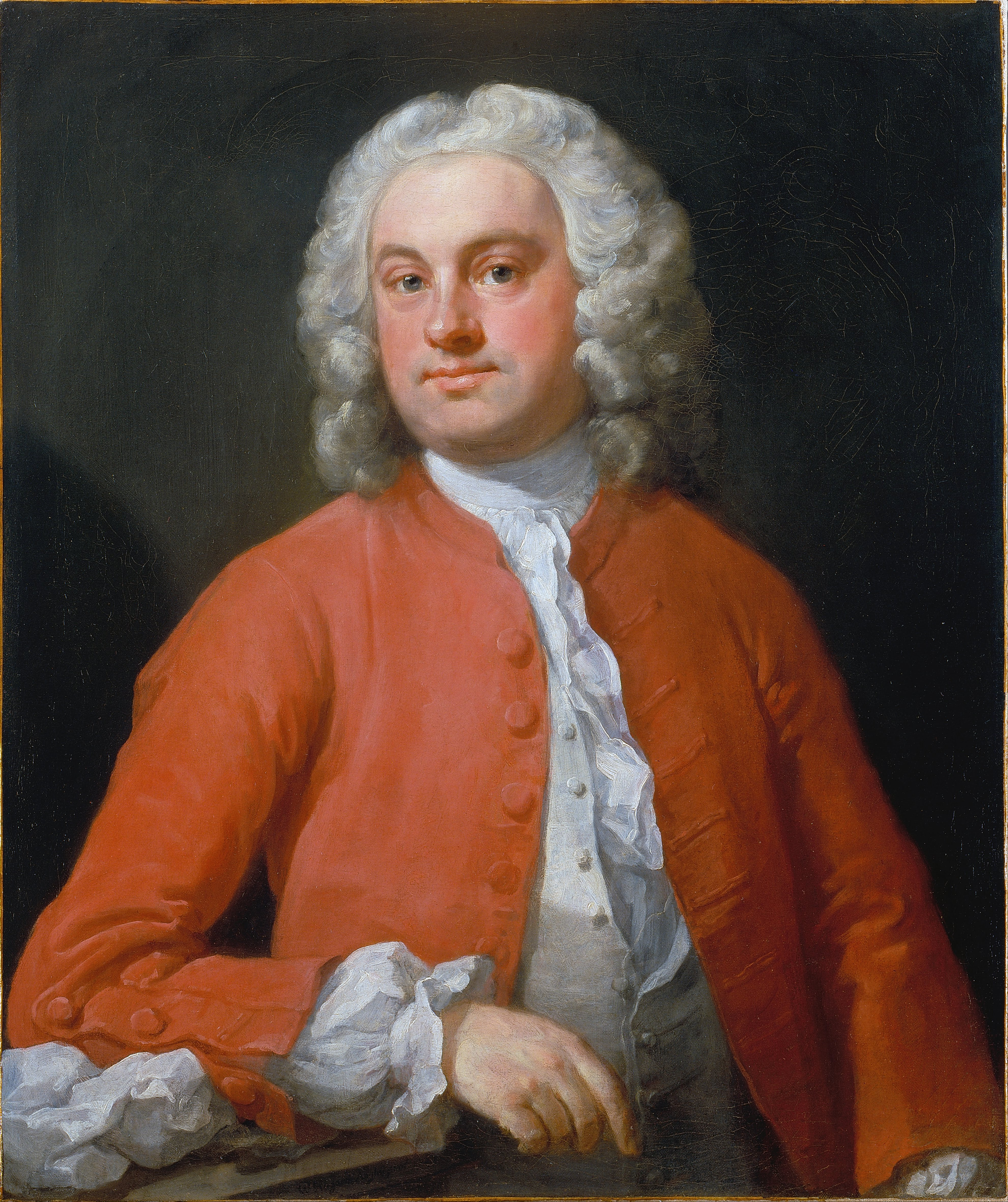
ویلیام هوگارت: Portrait of a Man
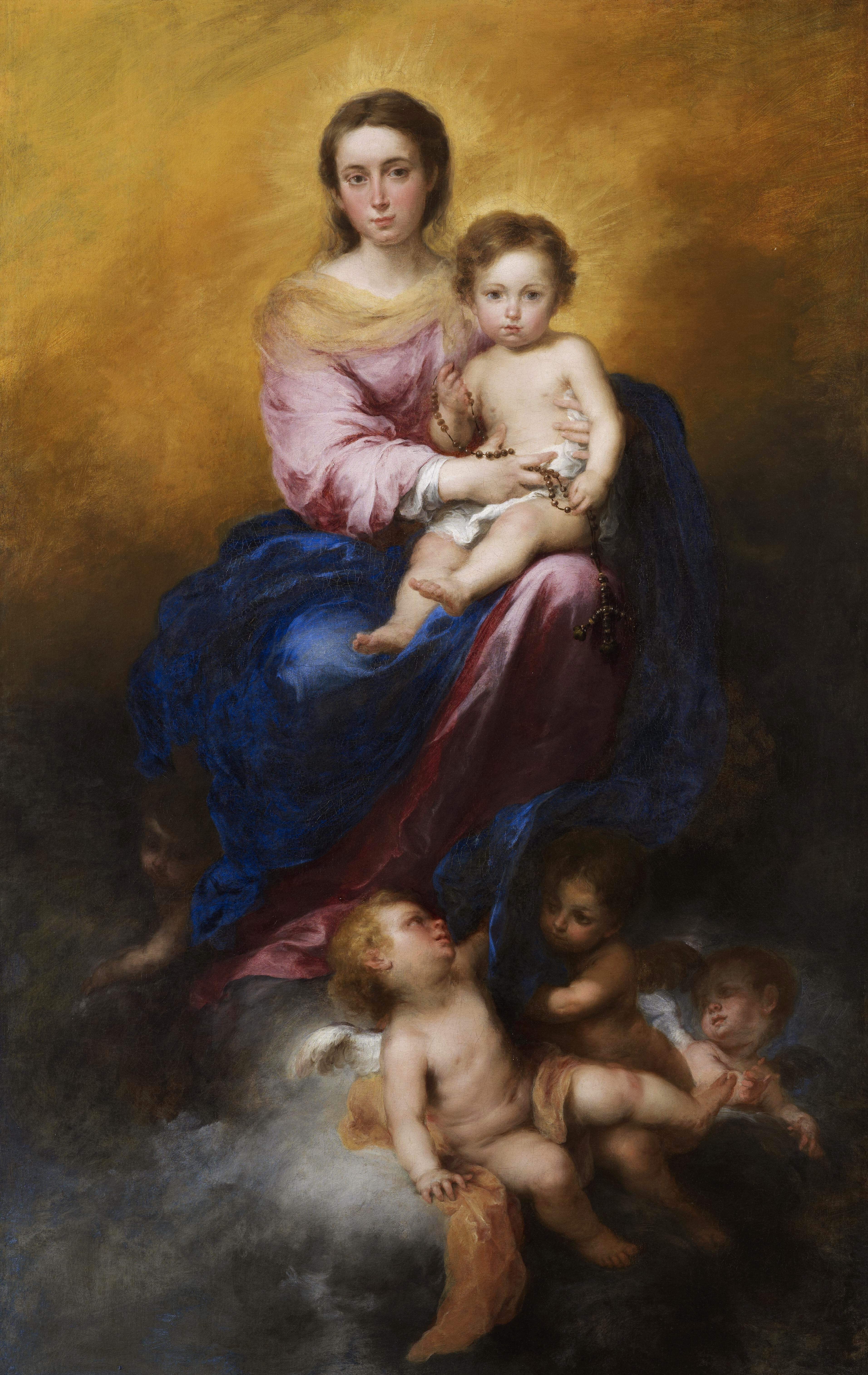
بارتولومه استبان موریلو: The Madonna of the Rosary
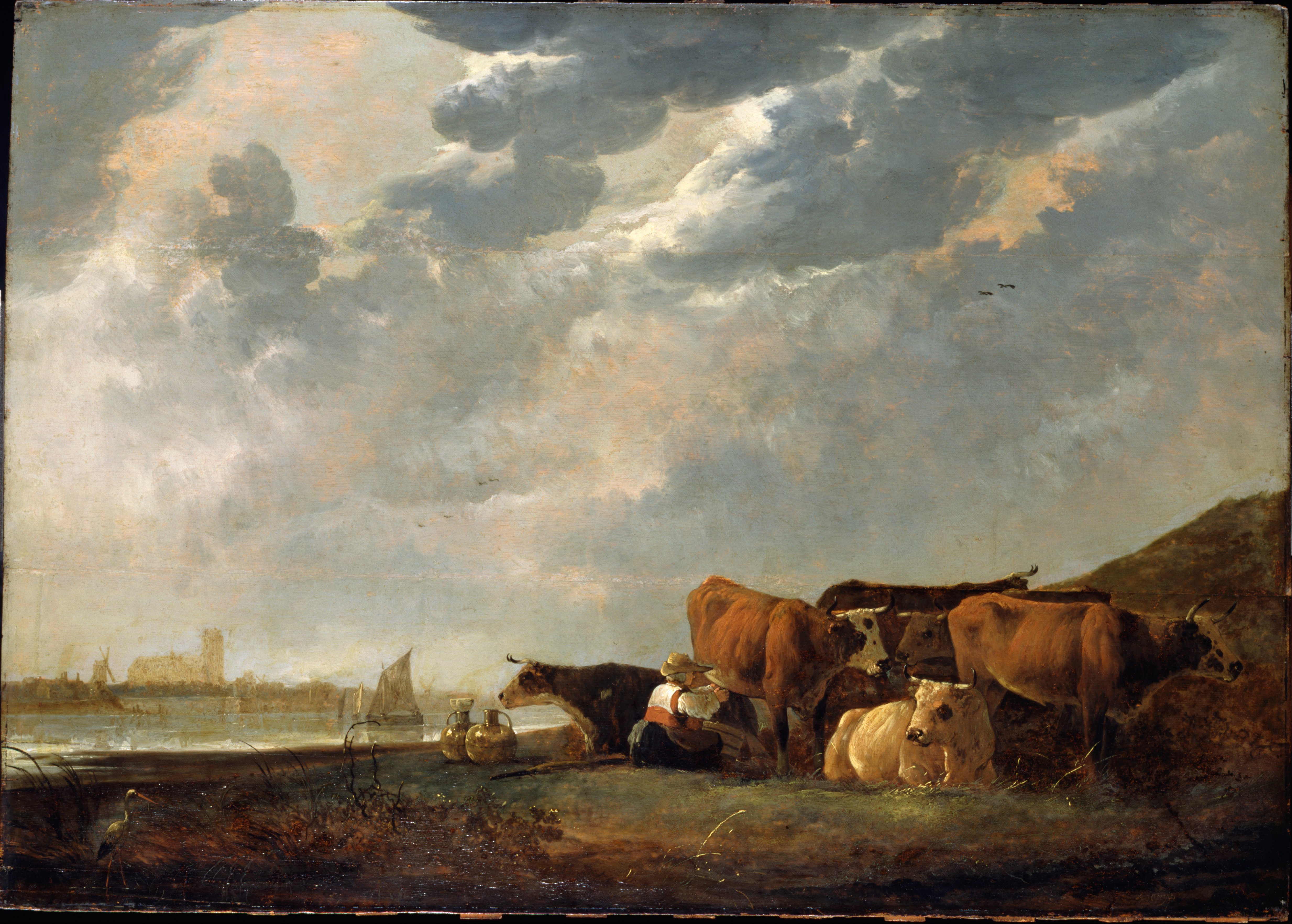
Aelbert Cuyp: Cattle near the Maas, with Dordrecht in the distance
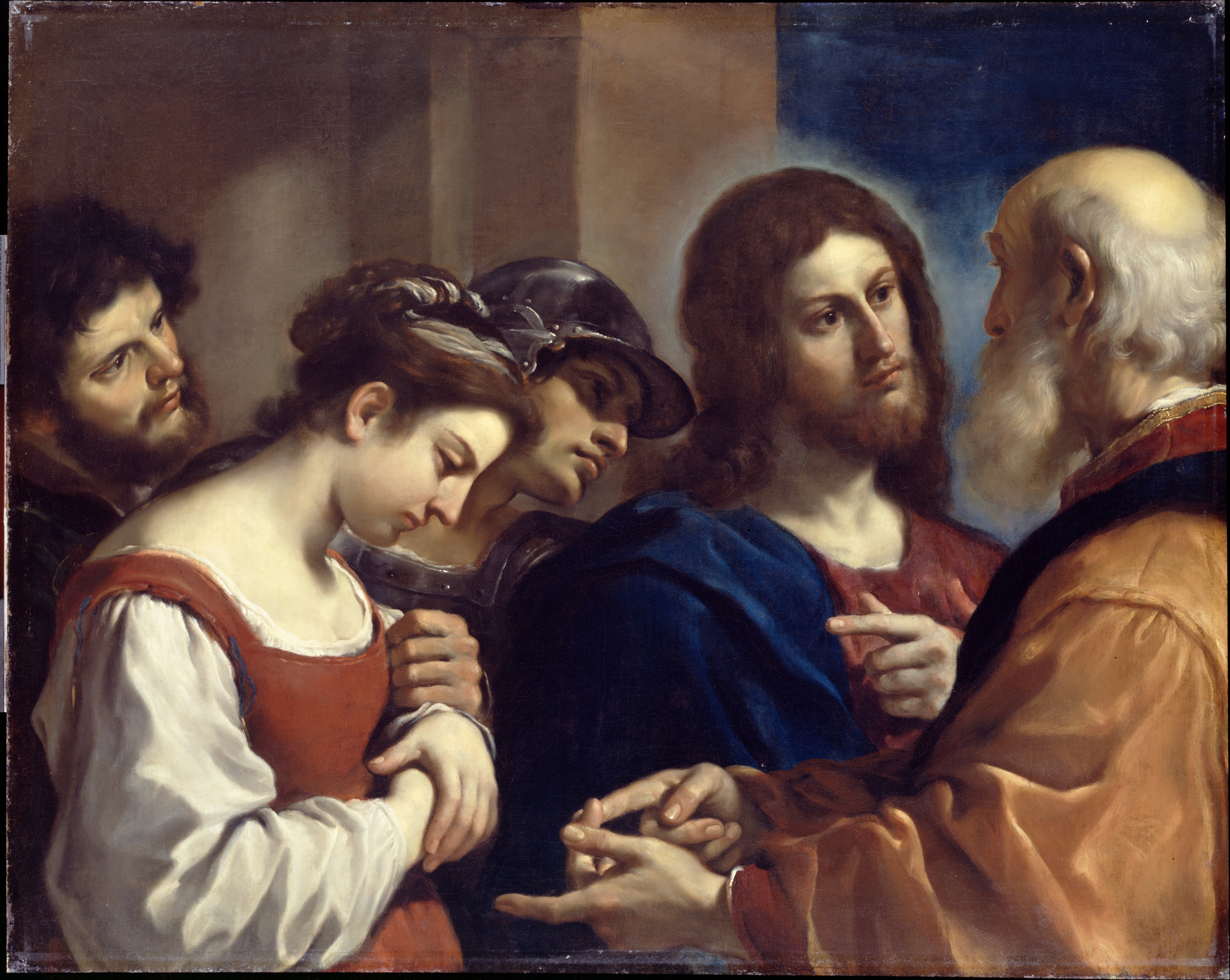
Guercino: The Woman taken in Adultery
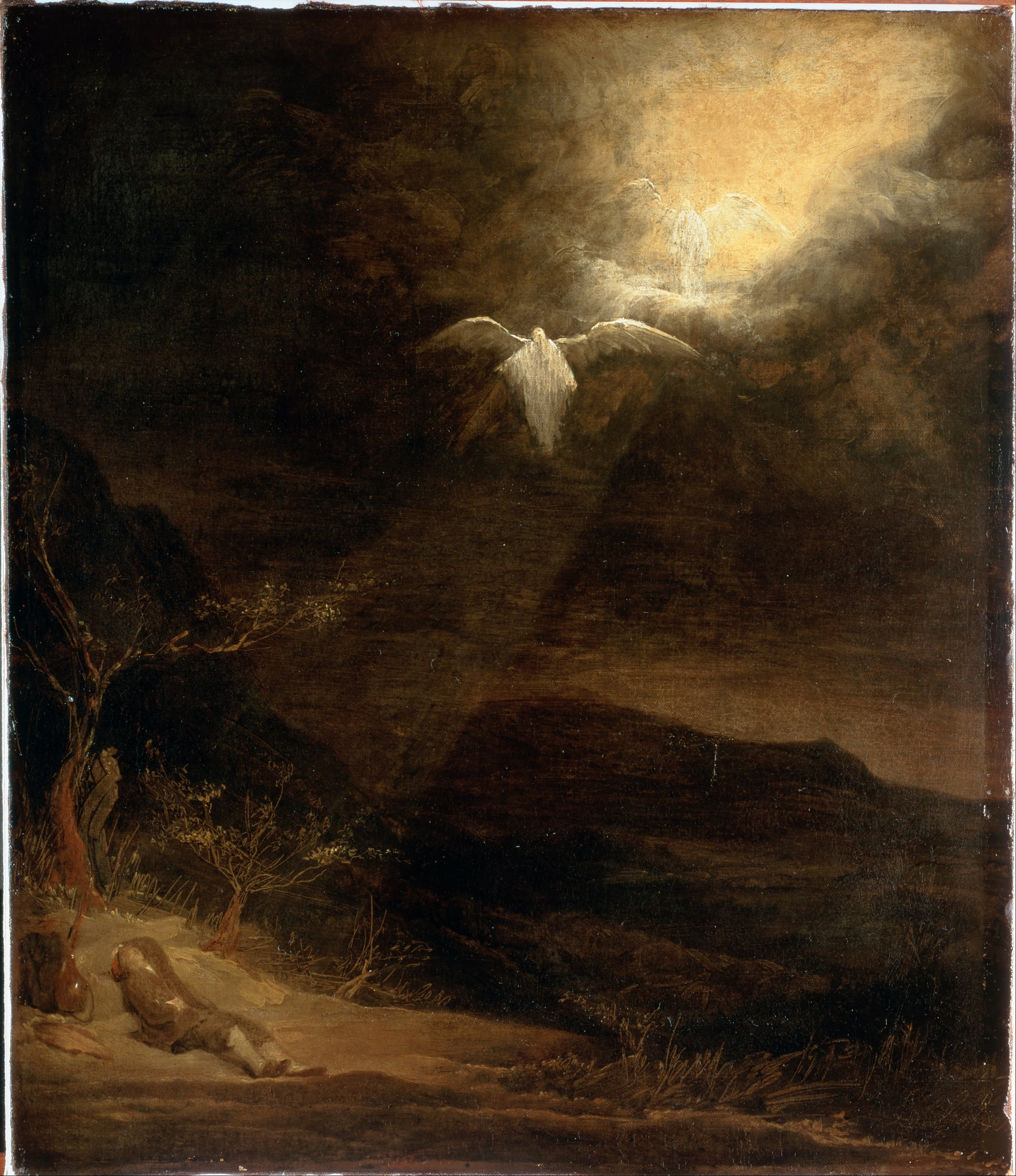
Arent de Gelder: Jacob's Dream
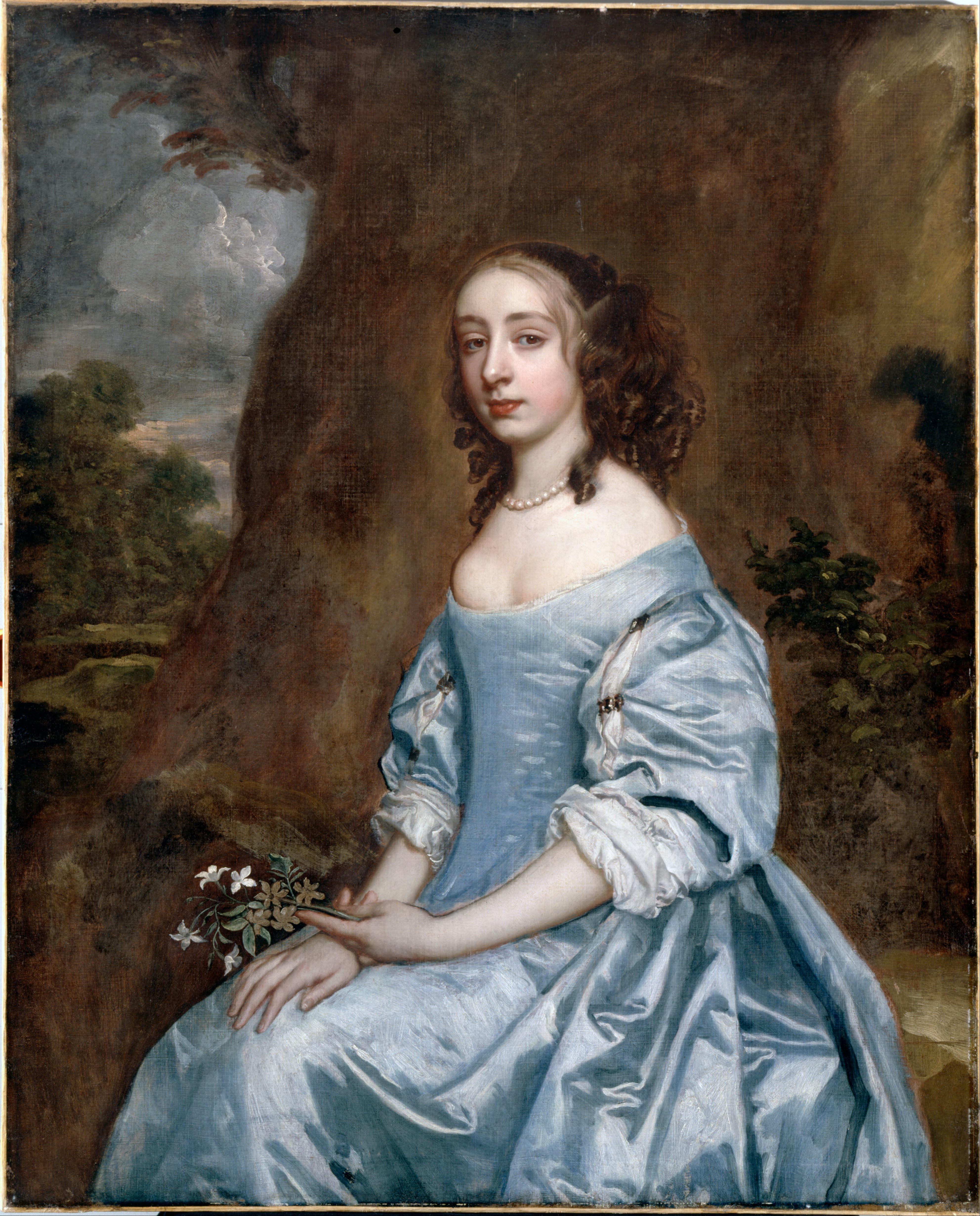
پیتر لیلی: Portrait of a Lady in Blue holding a Flower
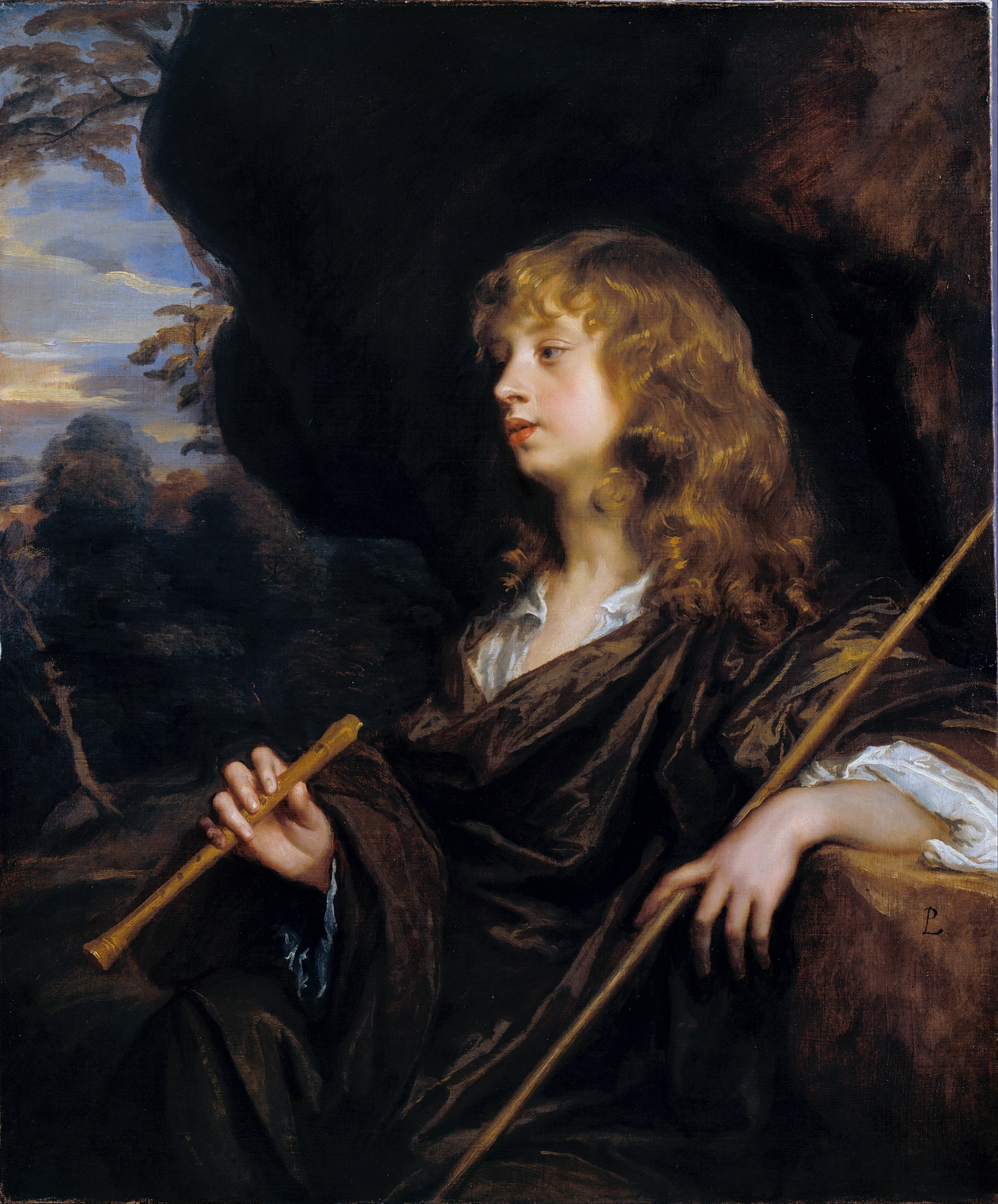
پیتر لیلی: A Boy as a Shepherd

## ساختمان نگارخانه

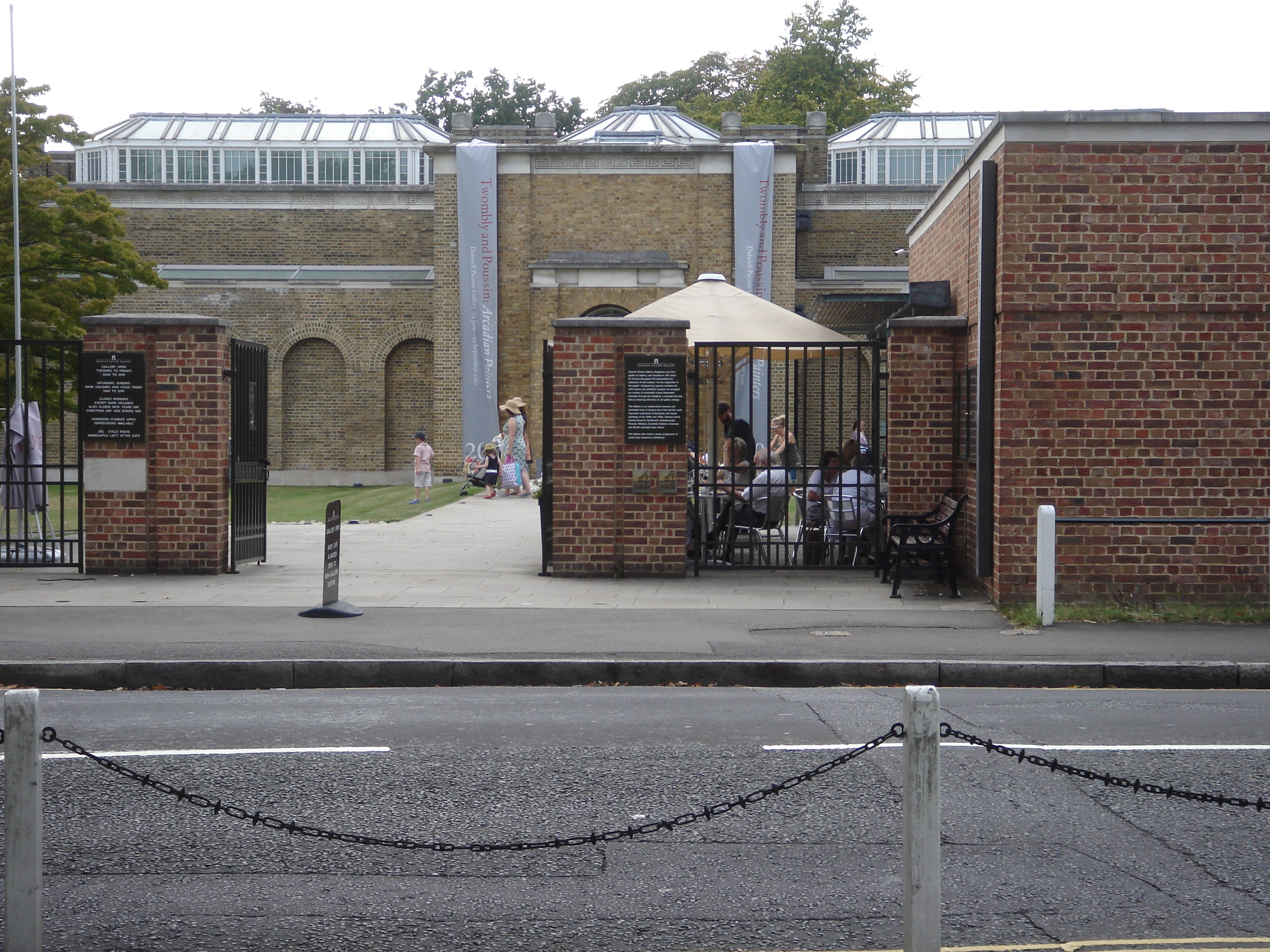
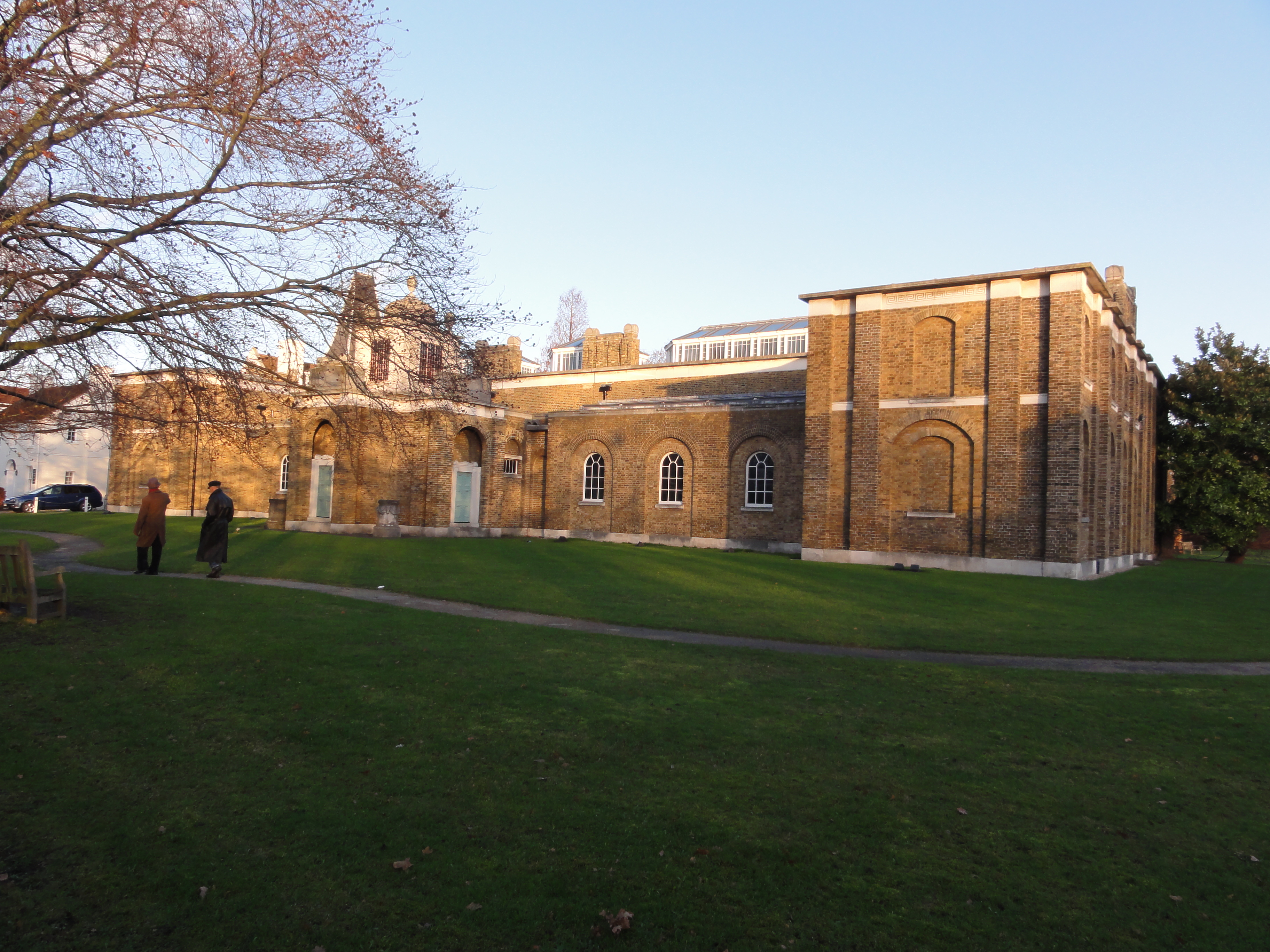
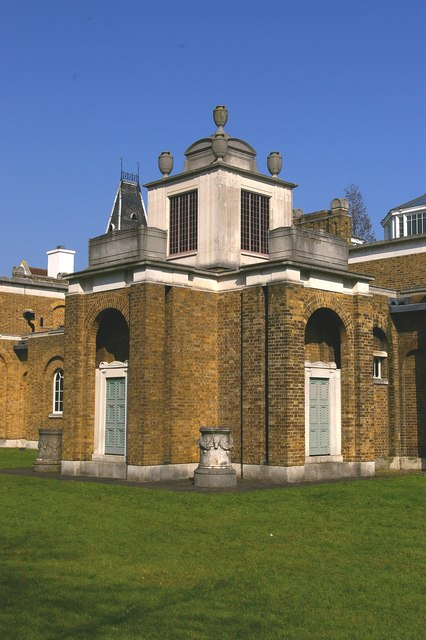
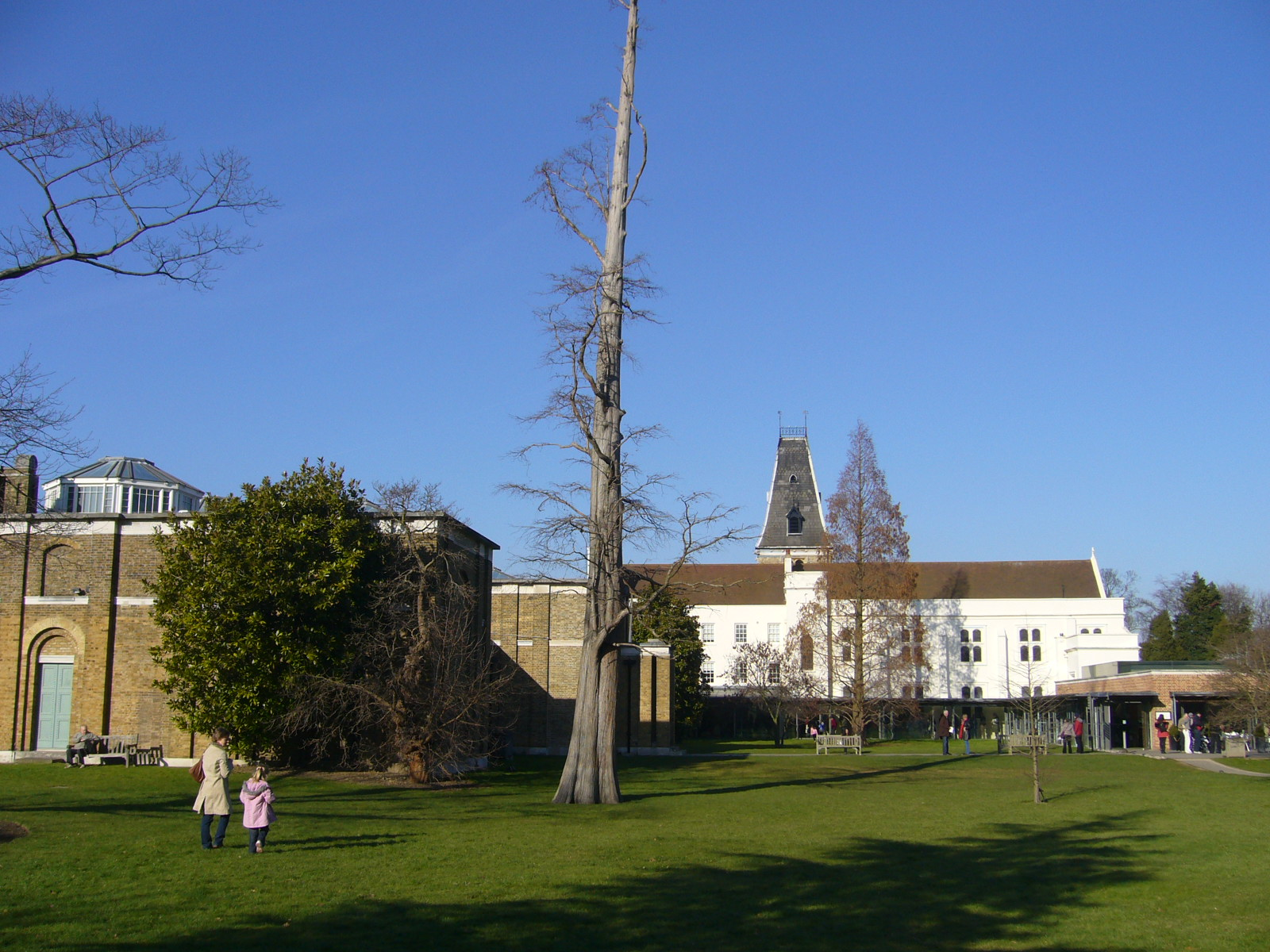
Dulwich Picture Gallery exterior looking north.
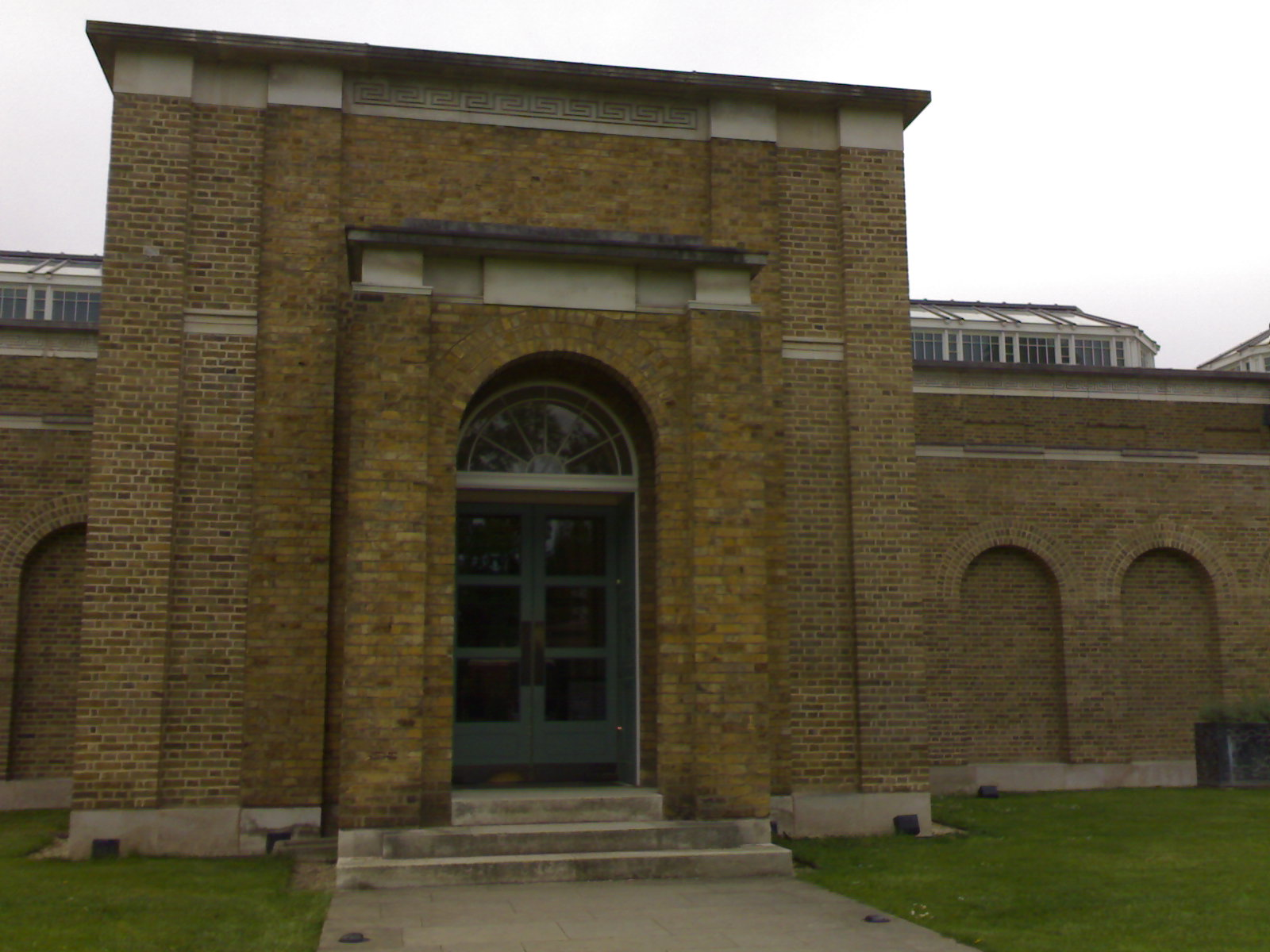
Exterior – east frontage.
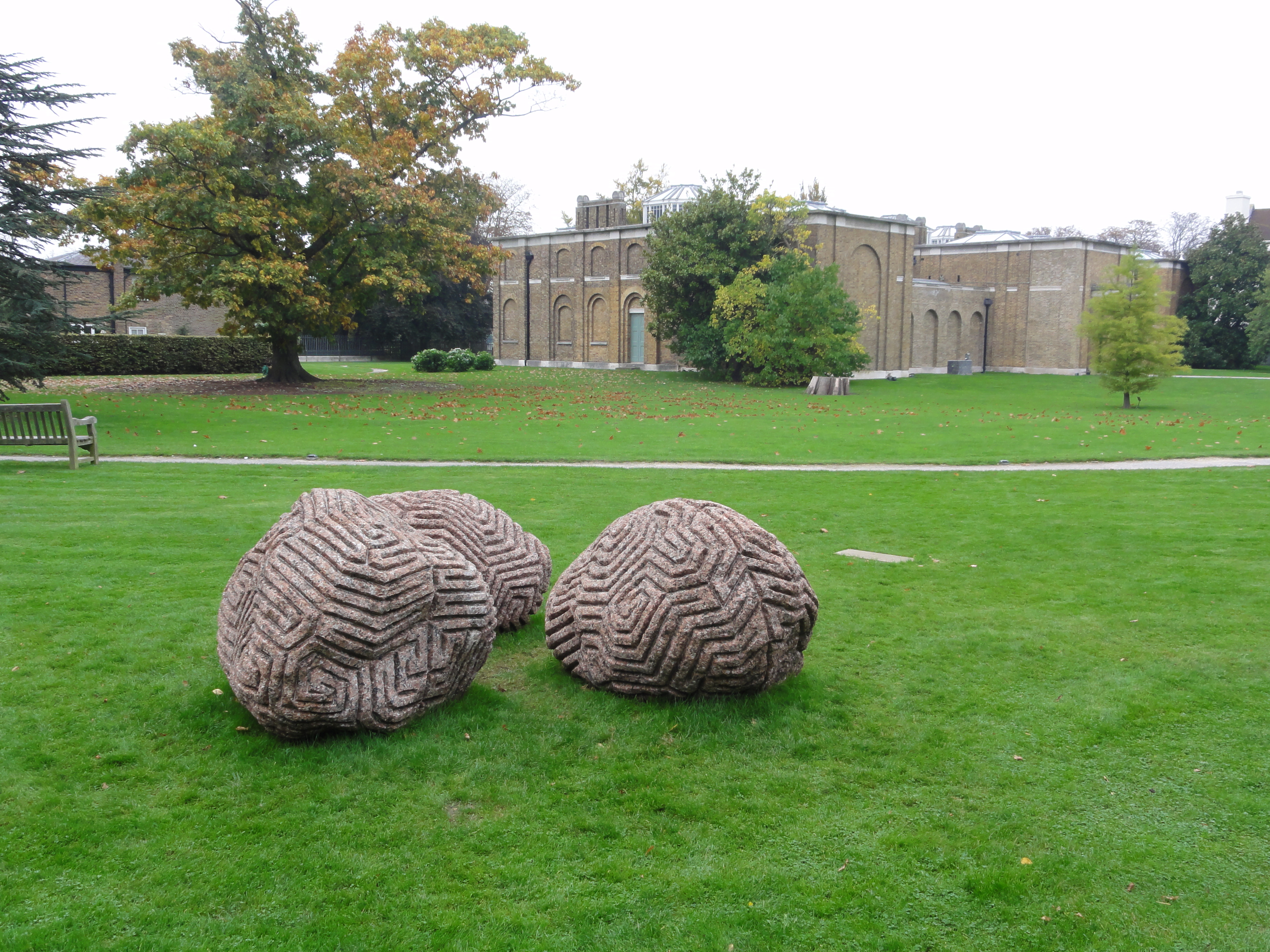
Walking the Dog sculpture.
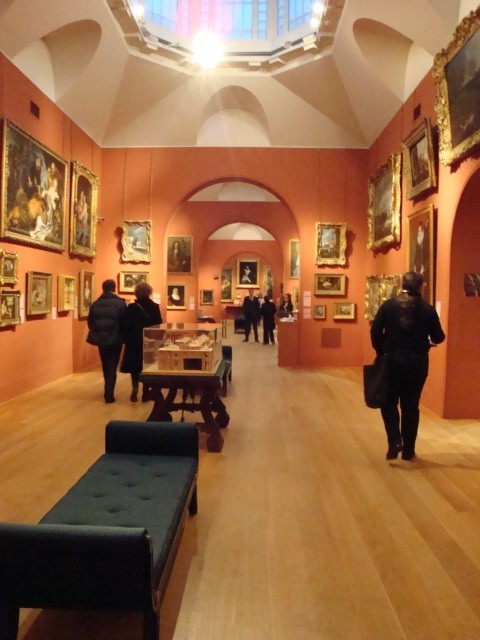
The main gallery.
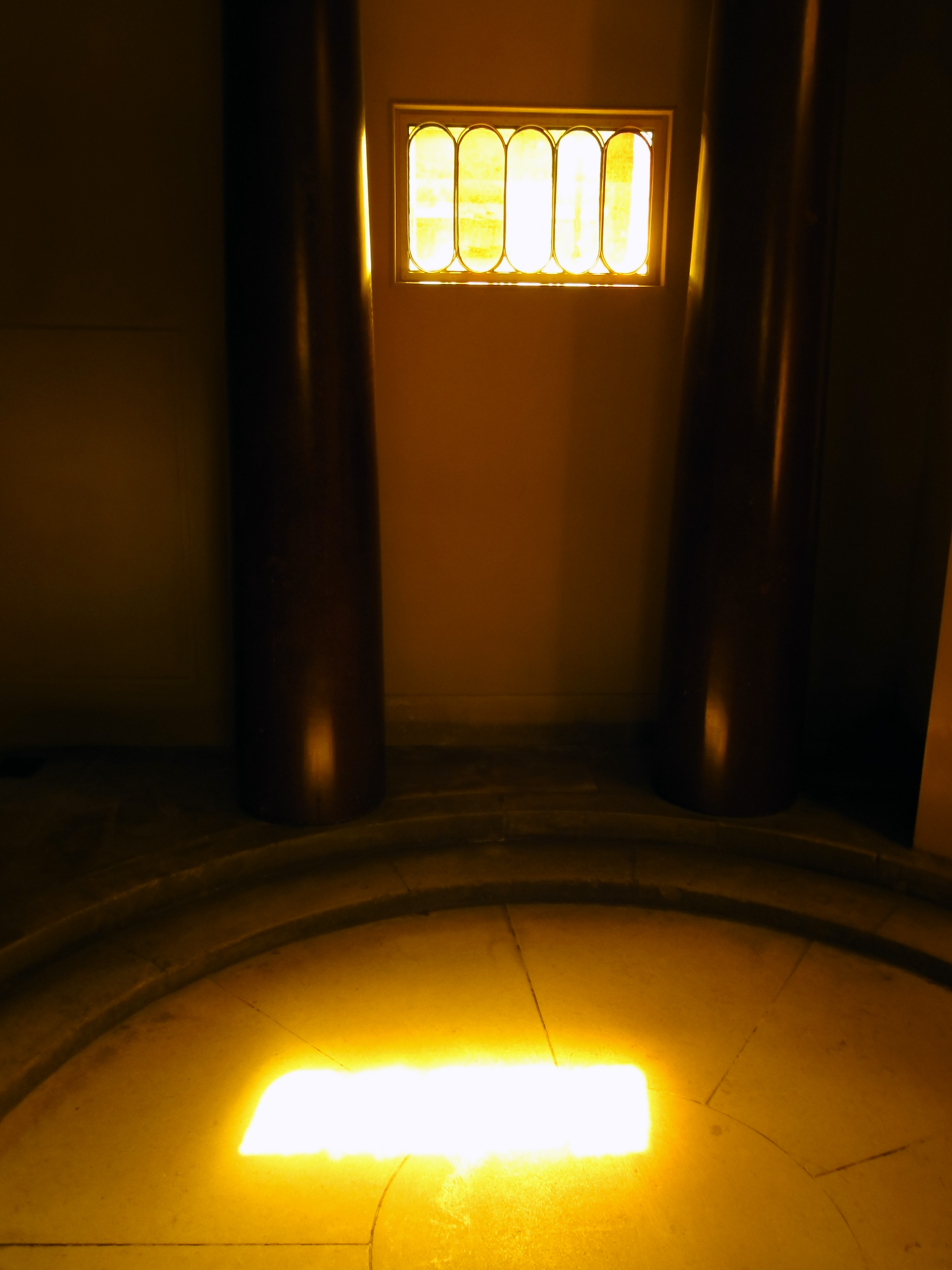
Inside the mausoleum.